# Oliver Bleddyn
Oliver Bleddyn, né le 27 janvier 2002, est un coureur cycliste australien, spécialiste de la piste.

## Biographie
Oliver Bleddyn grandit en Australie occidentale. Il court sur route et sur piste pour le Peel District Cycling Club dès l'âge de 12 ans. Il connait ses plus grands succès sur la piste, où il devient un spécialiste de la poursuite par équipes. Dans cette compétition, il remporte quatre fois les championnats d'Océanie (2018 et 2019 chez les juniors (moins de 19 ans) et 2022 et 2023 chez les élites). En 2021, il déménage à Adélaïde pour pouvoir mieux s'entraîner sur la piste cyclable locale. En 2023, il devient champion d'Australie de poursuite par équipes. En dehors de l'Océanie, il représente l'Australie lors de la Coupe des Nations et les championnats du monde à partir de 2023. 
Sur route, Bleddyn remporte la médaille de bronze du championnat d'Océanie du contre-la-montre espoirs en 2023. 

## Palmarès sur piste

### Jeux olympiques
- Paris 2024
  -  Champion olympique de poursuite par équipes

### Coupe des nations
- 2025
  - 1er de la poursuite par équipes à Konya (avec Liam Walsh, Blake Agnoletto, James Moriarty et Josh Duffy)

### Championnats d'Océanie
| Édition / Épreuve           | Poursuite individuelle | Poursuite par équipes | Américaine | Omnium | Course aux points |
| Adélaïde 2018 (juniors)     | Argent                 | Or                    | Or         |        |                   |
| Invercargill 2019 (juniors) |                        | Or                    |            |        |                   |
| Brisbane 2022               |                        | Or                    |            |        |                   |
| Brisbane 2023               |                        | Or                    | Bronze     |        |                   |
| Brisbane 2025               |                        |                       | Argent     | Bronze | Argent            |

### Championnats d'Australie
- 2021
  - 2e du scratch
- 2022
  - 2e de la poursuite
  - 2e de la course aux points
  - 2e de l'américaine
- 2023
  -  Champion d'Australie de poursuite par équipes
  - 3e de la poursuite
- 2024
  -  Champion d'Australie de course à l'américaine

## Palmarès sur route

### Par années
- 2022
  - 2e du championnat d'Australie du contre-la-montre espoirs
  - 7e du championnat d'Océanie du contre-la-montre espoirs
- 2023
  -  Médaillé de bronze du championnat d'Océanie du contre-la-montre espoirs
- 2025
  - 3e étape du Tour de Tasmanie (contre-la-montre)
  - 3e du Tour de Tasmanie

### Classements mondiaux
| Année                                 | 2023  |
| ------------------------------------- | ----- |
| Classement mondial                    | 1357e |
| UCI Oceania Tour                      | 71e   |
|                                       |       |
| Légende : nc = non classéSource : UCI |       |